# Reinhard Eschrich
Reinhard Eschrich (* 11. Juli 1949) ist ein ehemaliger deutscher Fußballspieler. In den 1970er Jahren spielte er für den Halleschen FC Chemie (HFC) in der DDR-Oberliga, der höchsten Spielklasse im DDR-Fußball.

## Sportliche Laufbahn
Nachdem Reinhard Eschrich von den Schülern bis zu den Junioren alle Nachwuchsmannschaften des SC Chemie Halle und des Nachfolgers HFC durchlaufen hatte, wurde er in der Saison 1969/70 erstmals im Punktspielbetrieb der Männermannschaft HFC II, die in der zweitklassigen DDR-Liga spielte, eingesetzt. Bis zum November 1969 absolvierte er alle neun Ligaspiele, danach wurde er zum Wehrdienst in der Nationalen Volksarmee eingezogen. Da er sich für drei Jahre verpflichtet hatte, konnte er in dieser Zeit bei der Armeesportgemeinschaft (ASG) Vorwärts Leipzig weiter Fußball spielen. Zunächst bestritt Eschrich weitere 17 DDR-Liga-Spiele, danach stieg die ASG aber in die drittklassige Bezirksliga ab. Es gelang in der Spielzeit 1970/71 der sofortige Wiederaufstieg, sodass Eschrich ab 1971/72 mit Vorwärts Leipzig wieder in der DDR-Liga spielen konnte. Bis zum Oktober 1972 wurde er 24-mal bei 29 möglichen Einsätzen aufgeboten und kam dabei zu sechs Toren. Anschließend kehrte er zum HFC zurück, wo er sofort in der Oberligamannschaft vorwiegend als Mittelfeldspieler eingesetzt wurde. Am Saisonende erlebte Eschrich ein weiteres Mal einen Abstieg und fand sich 1973/74 erneut in der DDR-Liga wieder. Auch diesmal erfolgte der sofortige Wiederaufstieg, an dem Eschrich mit 15 Ligaspielen und drei Aufstiegsspielen mit insgesamt zwei Toren beteiligt war. Für die Oberligasaison 1974/75 wurde er zwar im Aufgebot geführt, kam aber nur in vier Punktspielen zum Einsatz, wobei er nur einmal in der Startelf stand. Stattdessen spielte er mit der zweiten Mannschaft in der Bezirksliga, die mit ihm den Aufstieg in die DDR-Liga schaffte. Zur Spielzeit 1975/76 wechselte Eschrich zum DDR-Ligisten Chemie Buna Schkopau. Nachdem er dort dreizehn der 22 Punktspiele bestritten hatte, schloss er sich nach einem Jahr dem Ligakonkurrenten Dynamo Eisleben an. Dort war er zunächst Mittelfeldspieler, bis er ab 1979 in der Abwehr spielte. Innerhalb von sechs Spielzeiten absolvierte Eschrich für Dynamo Eisleben 93 DDR-Liga-Spiele, in denen er zwölf Tore erzielte. Im Sommer 1982 beendete er seine Laufbahn im höherklassigen Fußball. Zwischen 1969 und 1982 war er in 21 Oberligaspielen eingesetzt worden und hatte ein Tor erzielt. In der DDR-Liga bestritt er 171 Spiele, in denen er 21 Tore erzielte.